# Museu Nacional de Artes Decorativas

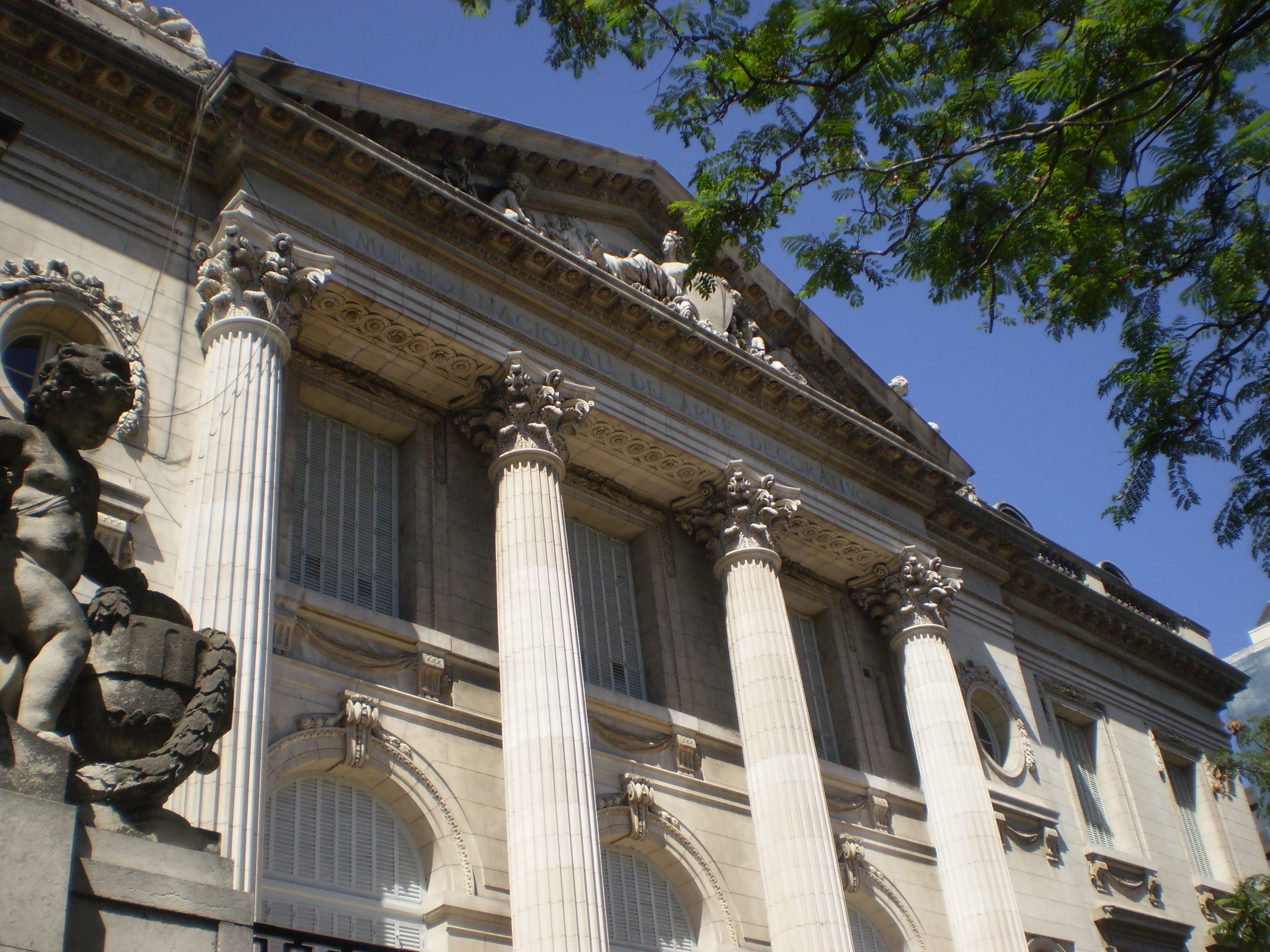
Detalhe da fachada do Museu Nacional de Artes Decorativas.

O Museu Nacional de Artes Decorativas (em espanhol, Museo Nacional de Arte Decorativo, MNAD) localiza-se em Buenos Aires, capital da Argentina. Subordinado à Secretaria de Cultura da Presidência da Nação, foi inaugurado em 1937, após a aquisição das coleções de artes visuais e aplicadas da família Errázuriz Alvear, bem como de sua residência, o Palácio Errázuriz, que lhe serve de sede desde a fundação.
Conserva um acervo de aproximadamente 4000 objetos, abarcando desde antigas esculturas romanas até exemplares de prataria contemporânea. Destacam-se as coleções de artes decorativas européias e orientais, além de pinturas e esculturas dos séculos XVI ao XIX. Realiza exposições temporárias, mantém atividades culturais regulares e programa educativo. O Palácio Errázuriz também abriga a Academia Argentina de Letras, a Academia Nacional de Belas Artes e o Museu Nacional de Arte Oriental.

## Histórico

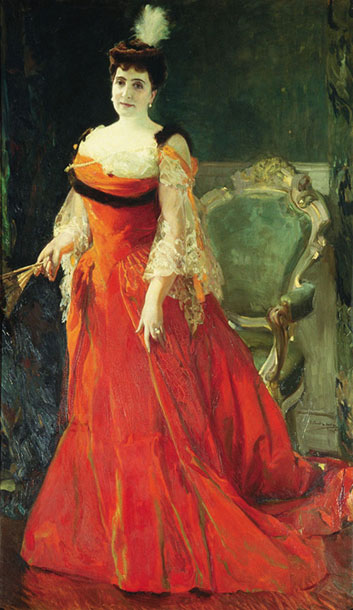
Retrato de Josefina de Alvear de Errázuriz (1905), por Joaquín Sorolla. Acervo do MNAD.

As origens das coleções artísticas que hoje se encontram no Museu Nacional de Artes Decorativas, bem como do palácio onde está sediado, remontam ao casamento celebrado em 1897 entre membros de duas importantes e tradicionais famílias da alta sociedade argentina: o diplomata Matías Errázuriz Ortúzar e Josefina de Alvear, neta do líder militar Carlos María de Alvear. As famílias Errázuriz e Alvear, ambas de origem espanhola, estabeleceram-se na América do Sul no século XVIII. Os primeiros fixaram-se no Chile e muitos de seus membros converteram-se em nomes de grande influência na sociedade daquele país. Os segundos tiveram destacada atuação política e social na Argentina desde o fim do século XVIII.
Após o casamento, Matías, Josefina e seus filhos residiram por um tempo na França, em função das missões diplomáticas designadas a Matías na Europa. Durante esse período (1906-1917), o casal, interessado pelo colecionismo, aproveitou a oportunidade para adquirir preciosos conjuntos de antiguidades e obras de arte européias e orientais. Também encomendou ao arquiteto francês René Sergent um projeto de uma residência para servir de moradia ao casal quando retornassem a Buenos Aires. Sergent idealizou o projeto em 1911 e a construção iniciou-se neste mesmo ano, sob a supervisão dos arquitetos locais, Eduardo Lanús e Pablo Hary, prolongando-se até 1917.
Quando do retorno a Buenos Aires, Matías e Josefina encarregaram-se de coordenar e supervisionar todos os detalhes da decoração da residência, à medida que chegavam por via marítima os materiais, móveis e objetos artísticos adquiridos na Europa. Em 18 de setembro de 1918, o Palácio Errázuriz foi inaugurado com uma grande celebração e se tornou centro de uma intensa vida social nos anos seguintes.
Após o falecimento de Josefina em 1935, Matías e os filhos do casal ofereceram ao governo argentino a possibilidade de adquirir em condições especiais o imóvel e toda a coleção de obras de arte, desde de que fossem destinados à criação de um novo museu. Assim, em 1937, o governo argentino, por meio da Lei 12.351, determinou a aquisição dos bens da família, fundando o Museu Nacional de Artes Decorativas.

## O Palácio Errázuriz

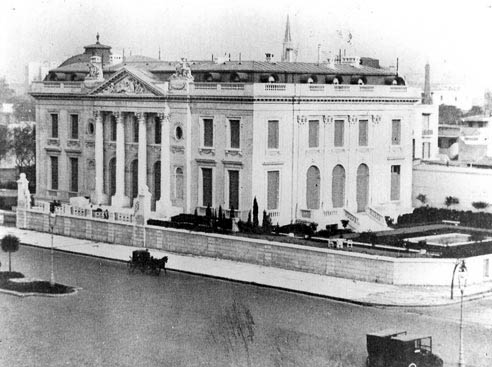
O Palácio Errázuriz em 1918.

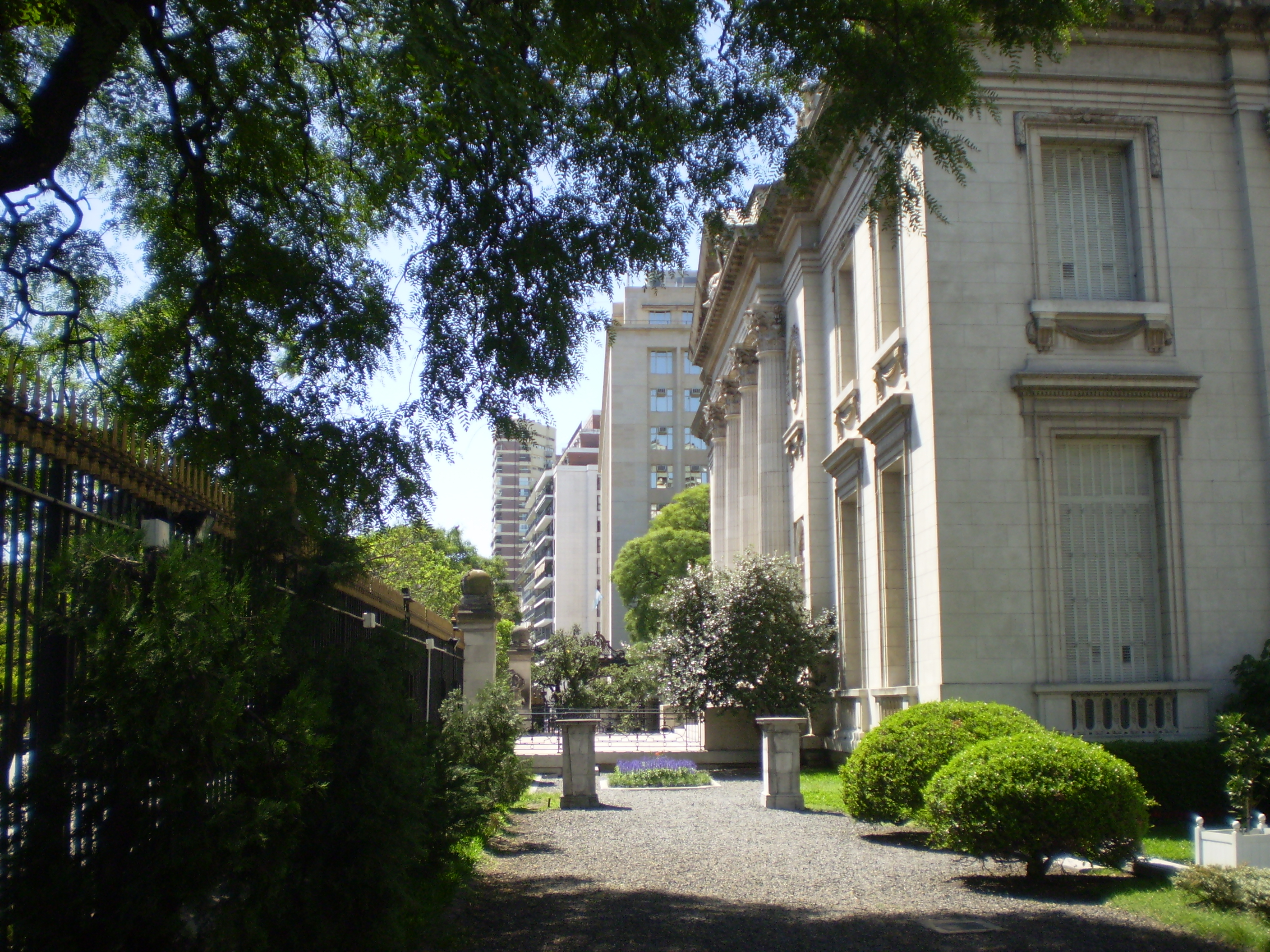
Vista parcial do jardim do Palácio Errázuriz.

A residência do casal Errázuriz-Alvear foi projetada pelo arquiteto francês René Sergent em 1911. A construção durou seis anos e ficou sob a supervisão dos arquitetos argentinos Eduardo Lanús e Pablo Hary. Sergent foi auxiliado na concepção do edifício por uma equipe de especialistas em decoração de interiores e paisagismo, composta por H. Nelson, Georges Hoentschel, André Carlhian e Achille Duchêne.
Todos os materiais utilizados na construção, à exceção da alvenaria, foram importados da Europa. Os revestimentos de madeira, espelhos, mármores, carpintaria, espanholetas, molduras, etc. chegavam preparados para sua fixação. Para a realização de tarefas específicas, como a aplicação de estuque, foram trazidos artesãos europeus.
O palácio, exemplar do estilo eclético francês em voga em Buenos Aires no começo do século XX, possui fachada sóbria e monumental, congregando majoritariamente elementos do neoclassicismo setecentista da corte de Luís XV. Possui quatro andares, visíveis externamente: o porão, o piso térreo, com acesso ao jardim, o primeiro andar, reservado aos aposentos e demais cômodos privados, e o segundo piso, onde estão as lucarnas de ventilação e as áreas de serviço que ocupam os desvãos das mansardas, dissimulados pela balaustrada.
Na decoração interna do piso térreo, utilizaram-se elementos de diversos estilos franceses dos séculos XVII e XVIII, à exceção do grande hall, inspirado no estilo Tudor, da Inglaterra do século XVI. No segundo piso, excetuada uma sala art decó decorada por José María Sert, predominam os estilos Luís XV, Luís XVI, diretório e Império.
Em 16 de maio de 1997, o Palácio Errázuriz foi declarado Monumento Histórico Artístico Nacional, por meio do decreto 437/97 do presidente Carlos Menem.

## O acervo

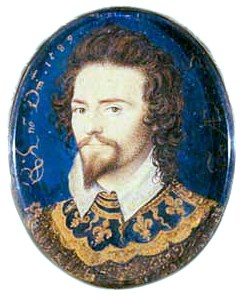
Retrato de George Clifford. Miniatura de Nicholas Hilliard. Acervo do MNAD.

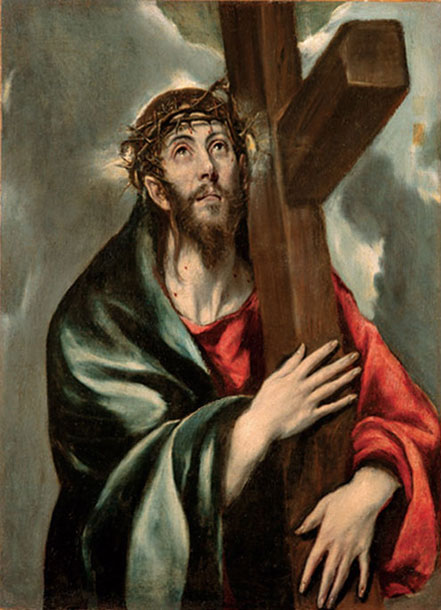
Cristo carregando a cruz (século XVI), de El Greco. Acervo do MNAD.

O Museu Nacional de Artes Decorativas possui uma coleção de aproximadamente 4000 objetos, onde se destacam os segmentos referentes às artes decorativas européias e orientais (mobiliário, armaria, porcelanas, vidros e cristais, ourivesaria, tapeçarias, etc.) além de miniaturas, pinturas e esculturas dos séculos XVI ao XIX.
A coleção de miniaturas européias, formada por meio das doações da condessa Rosario de Zubov e de Vittorio Asinari di Bernezzo, é considerada a mais importante em seu tipo no continente. Abrange 200 exemplares dos séculos XVI ao XX e autores exponenciais, como Nicholas Hilliard, Jean Petitot, Richard Cosway e Jean-Baptiste Isabey.
O núcleo de pinturas abrange obras italianas, francesas, flamengas, holandesas e espanholas que vão da Baixa Idade Média às primeiras décadas do século XX. Destacam-se Cristo carregando a cruz de El Greco, Retrato de uma família de Jacob e Aelbert Cuyp, Natureza-morta de Rachel Ruysch, O sacrifício da rosa de Jean-Honoré Fragonard, Vista do castelo de Sant'Angelo de Jean-Baptiste Camille Corot e Retrato do abade Hurel de Édouard Manet, entre outras.
A peça mais antiga do acervo encontra-se no núcleo referente às esculturas. Trata-se de uma estátua romana em mármore da deusa Minerva, datada do século I d.C., escavada na Via Ápia, em Roma, no começo do século XX. Dentre outras obras destacadas do núcleo, estão um relevo renascentista em terracota representando a Adoração dos reis magos e dos pastores de Cristoforo Mantegazza, Ninfa do bosque de Antoine Coysevox, Cortejo de bacantes de Clodion, Bacante e fauno infante do ateliê de Jean-Baptiste Carpeaux e A eterna primavera de Auguste Rodin.
Na coleção de tapeçarias, destacam-se três peças flamengas tecidas no ateliê de Cornelius Mattens, segundo cartões executados por Giulio Romano para a série Cipião, o africano, além de outros exemplares dos séculos XV ao XVIII. No segmento referente ao mobiliário, há cadeiras, poltronas, cômodas, mesas, escrivaninhas, banquetas e baús, destacando-se peças assinadas por Georges Jacob, Jean-Charles Ellaume, Jean-Henri Riesener, etc.
Completam o acervo os núcleos referentes à ourivesaria (com obras de Pierre-Joseph-Désiré Gouthière e François-Thomas Germain), vidraria (manufatura Baccarat, René Lalique, François-Émile Décorchemont, Marius-Ernest Sabino, Marcel Goupy) e porcelanas (manufatura de Sèvres). A coleção de artes decorativas orientais é composta por mobiliário (arcas, biombos), porcelanas e pedras preciosas talhadas, provenientes da China e do Japão e executadas do século XVI em diante.

## Galeria

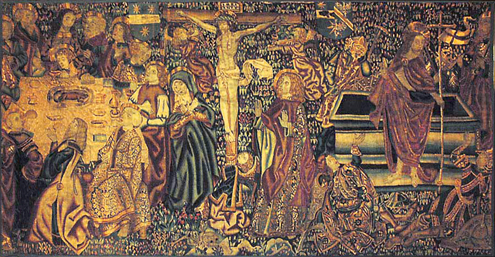
Manufatura de Tournai. Cenas da vida de Cristo, c. 1475-1500.
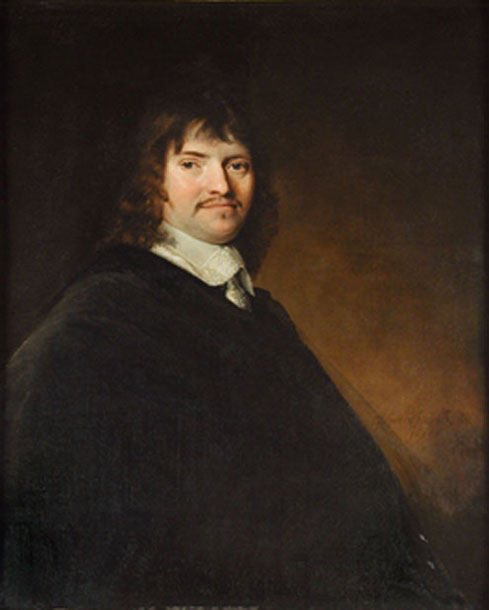
Johannes Cornelisz Verspronck. Retrato de um cavalheiro, 1651.
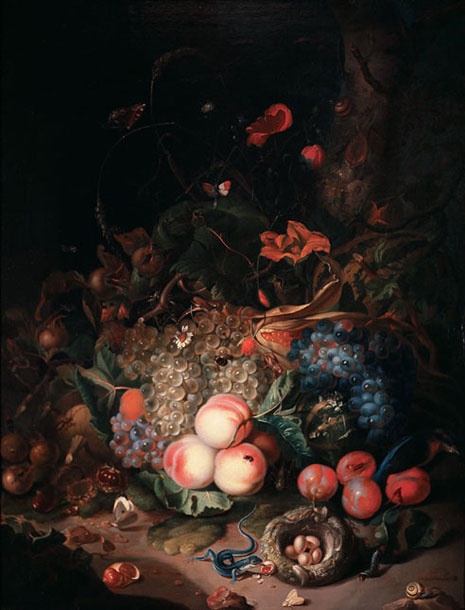
Rachel Ruysch. Natureza-morta, séc. XVII/XVIII.
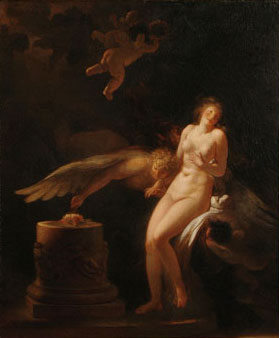
Jean-Honoré Fragonard. O sacrifício da rosa, séc. XVIII.
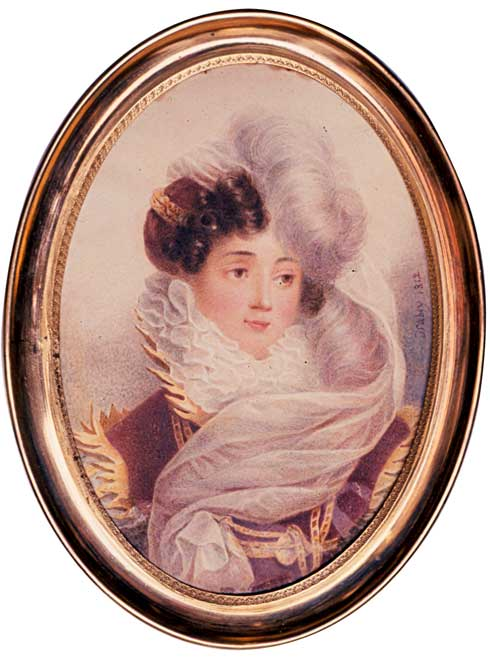
Jean-Baptiste Isabey. Retrato de Josefina de Beauharnais, 1812.
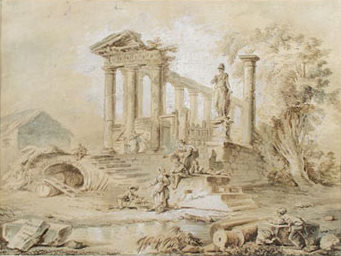
Hubert Robert. Vista arqueológica, 1773.
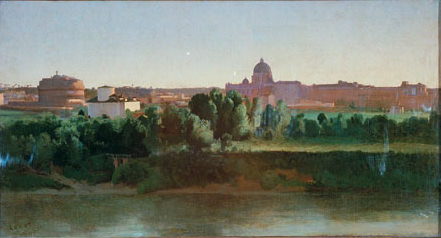
Jean-Baptiste Camille Corot. Vista de Castel Sant'Angelo, séc XIX.
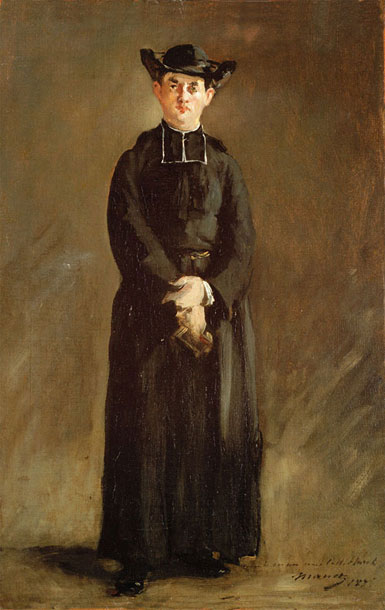
Édouard Manet. O abade Hurel, 1875.